# Campionati mondiali di sollevamento pesi 2022 - 73 kg maschile
Le gare di sollevamento pesi della categoria fino a 73 kg maschile — pesi leggeri — dei campionati mondiali del 2022 si sono svolte il 9 dicembre 2022 a Bogotà presso la Gran Carpa Américas Corferias.

## Programma
L'orario indicato corrisponde a quello colombiano (UTC-05:00)
| Data            | Orario | Evento   |
| --------------- | ------ | -------- |
| 9 dicembre 2022 | 11:30  | Gruppo C |
| 9 dicembre 2022 | 14:00  | Gruppo B |
| 9 dicembre 2022 | 19:00  | Gruppo A |

## Medagliati
Per ciascun esercizio, i primi tre classificati sono i seguenti:
| Esercizio | Oro                   | Oro    | Argento          | Argento | Bronzo         | Bronzo |
| --------- | --------------------- | ------ | ---------------- | ------- | -------------- | ------ |
| Strappo   | Rizki Juniansyah      | 155 kg | Božidar Andreev  | 154 kg  | Aleksej Čurkin | 153 kg |
| Slancio   | Rahmat Erwin Abdullah | 200 kg | Rizki Juniansyah | 192 kg  | Aleksej Čurkin | 190 kg |
| Totale    | Rahmat Erwin Abdullah | 352 kg | Rizki Juniansyah | 347 kg  | Aleksej Čurkin | 343 kg |

## Record
Prima di questa competizione, i record mondiali esistenti erano i seguenti:
| Record mondiale | Strappo | Shi Zhiyong | 169 kg | Tashkent, Uzbekistan | 20 aprile 2021   |
| Record mondiale | Slancio | Shi Zhiyong | 198 kg | Tianjin, Cina        | 10 dicembre 2019 |
| Record mondiale | Totale  | Shi Zhiyong | 364 kg | Tokyo, Giappone      | 28 luglio 2021   |

## Risultati
| Pos. | Atleta                      | Gr. | Peso atleta | Strappo (kg) | Strappo (kg) | Strappo (kg) | Strappo (kg) | Slancio (kg) | Slancio (kg) | Slancio (kg) | Slancio (kg) | Totale |
| Pos. | Atleta                      | Gr. | Peso atleta | 1            | 2            | 3            | Pos.         | 1            | 2            | 3            | Pos.         | Totale |
| ---- | --------------------------- | --- | ----------- | ------------ | ------------ | ------------ | ------------ | ------------ | ------------ | ------------ | ------------ | ------ |
|      | Rahmat Erwin Abdullah (INA) | B   | 72.40       | 152          | 157          | 157          | 4            | 192          | 200          | 200          |              | 352    |
|      | Rizki Juniansyah (INA)      | A   | 72.10       | 150          | 155          | 158          |              | 187          | 192          | 198          |              | 347    |
|      | Aleksej Čurkin (KAZ)        | B   | 72.80       | 145          | 150          | 153          |              | 181          | 186          | 190          |              | 343    |
| 4    | Božidar Andreev (BUL)       | A   | 72.70       | 150          | 154          | 154          |              | 180          | 184          | 190          | 7            | 338    |
| 5    | Masanori Miyamoto (JPN)     | B   | 72.80       | 145          | 150          | 155          | 6            | 180          | 187          | 190          | 4            | 337    |
| 6    | Suttipong Jeeram (THA)      | A   | 72.60       | 148          | 148          | 151          | 5            | 178          | 182          | 187          | 8            | 333    |
| 7    | Yuan Chengfei (CHN)         | A   | 72.80       | 150          | 156          | 156          | 7            | 181          | 191          | 191          | 9            | 331    |
| 8    | Muhammed Furkan Özbek (TUR) | A   | 73.00       | 145          | 145          | 145          | 15           | 186          | 186          | 191          | 5            | 331    |
| 9    | Wei Yinting (CHN)           | A   | 72.20       | 150          | 155          | 156          | 8            | 180          | 185          | 185          | 11           | 330    |
| 10   | Kakhi Asanidze (GEO)        | B   | 72.80       | 144          | 148          | 151          | 10           | 174          | 179          | 183          | 12           | 327    |
| 11   | Max Lang (GER)              | B   | 73.00       | 140          | 143          | 146          | 12           | 175          | 180          | 185          | 10           | 326    |
| 12   | Mitsunori Konnai (JPN)      | B   | 72.30       | 140          | 145          | 147          | 11           | 170          | 178          | 187          | 13           | 325    |
| 13   | Jorge Cárdenas (MEX)        | B   | 72.80       | 140          | 145          | 145          | 14           | 170          | 170          | 176          | 14           | 321    |
| 14   | Ritvars Suharevs (LAT)      | B   | 72.70       | 143          | 143          | 146          | 16           | 172          | 172          | 176          | 15           | 319    |
| 15   | Piotr Kudłaszyk (POL)       | B   | 72.90       | 134          | 137          | 139          | 21           | 171          | 174          | 170          | 16           | 311    |
| 16   | Samir Fardjallah (ALG)      | C   | 72.80       | 135          | 140          | 145          | 18           | 170          | 170          | 175          | 19           | 310    |
| 17   | Maksat Meredow (TKM)        | C   | 73.00       | 137          | 141          | 141          | 20           | 165          | 170          | —            | 17           | 307    |
| 18   | Jorge Hernández (HON)       | C   | 72.60       | 130          | 134          | 134          | 22           | 165          | 170          | 175          | 18           | 304    |
| 19   | Ahsaan Shabi (LBA)          | C   | 72.40       | 130          | 136          | 138          | 19           | 160          | 168          | 170          | 20           | 298    |
| 20   | Ditto Titus Ika (NRU)       | C   | 68.30       | 105          | 110          | 112          | 23           | 140          | 145          | 145          | 21           | 255    |
| 21   | Ibrahim Nsubuga (UGA)       | C   | 68.10       | 85           | 90           | 95           | 24           | 115          | 122          | 125          | 22           | 217    |
| —    | Jeong Han-sol (KOR)         | A   | 72.50       | 145          | 145          | 146          | —            | 185          | 191          | 191          | 6            | —      |
| —    | Briken Calja (ALB)          | A   | 72.90       | 150          | 150          | 154          | 9            | 185          | —            | —            | —            | —      |
| —    | Julio Cedeño (DOM)          | B   | 72.80       | 140          | 145          | 149          | 13           | 172          | 172          | 172          | —            | —      |
| —    | Jacob Horst (USA)           | C   | 72.10       | 140          | 144          | 144          | 17           | 168          | 170          | 176          | —            | —      |
| —    | Mirko Zanni (ITA)           | A   | 72.70       | 150          | 151          | 153          | —            | —            | —            | —            | —            | —      |
| —    | Bak Joo-hyo (KOR)           | A   | 72.80       | 148          | 148          | 149          | —            | 186          | 188          | 191          | —            | —      |
| —    | Julio Mayora (VEN)          | A   | 72.70       | 148          | 150          | 153          | —            | —            | —            | —            | —            | —      |
| —    | Ryan Grimsland (USA)        | B   | 72.90       | 138          | 138          | 139          | —            | —            | —            | —            | —            | —      |
| —    | Nawaf Al-Mazyadi (KSA)      | C   | 70.30       | 135          | 135          | 136          | —            | 165          | 165          | 165          | —            | —      |
| —    | Achinta Sheuli (IND)        | C   | 72.60       | —            | —            | —            | —            | —            | —            | —            | —            | —      |